# ファイターズマガジン
ファイターズマガジン (FIGHTERS magazine) は、プロ野球パシフィック・リーグ北海道日本ハムファイターズの球団公式マガジンである。
北海道移転前より球団ファンクラブ広報誌として年6回（後に年3回）ファンクラブ会員に無料配布していたが、紙面内容が好評である事と、「オフィシャル誌」を希望するファンの声が多くなった事から、2007年4月1日より北海道内の有名書店・コンビニ（ローソン、サンクス、セイコーマート、ファミリーマート）などでの一般販売を開始した。ファンクラブ向け年3回の無料配布も継続。定価は250円。現在は、Amazon等の大手インターネットショッピングサイトでも購入可能とっている。
創刊以来、毎号選手インタビューを掲載したり、年2回鎌ケ谷のファーム特集を組んだりと球団発行誌ならではの内容や、試合チケット購入情報やイベントガイド、シーズンハイライト、選手インタビュー、読者プレゼントなどの情報を掲載している。
その後2019年2月より「FORTE!」（フォルテ）にリニューアルされている。